# Georg Hackl
Georg Hackl (n. 9 septembrie 1966, Berchtesgaden, Bavaria, Germania) este un sănier ce a reprezentat Germania, medaliat olimpic. A participat la 6 ediții ale Jocurilor Olimpice (1988, 1992, 1994, 1998, 2002, 2006) în care a câștigat 3 medalii de aur și două medalii de argint.